# Balmoral-Riff-Platte

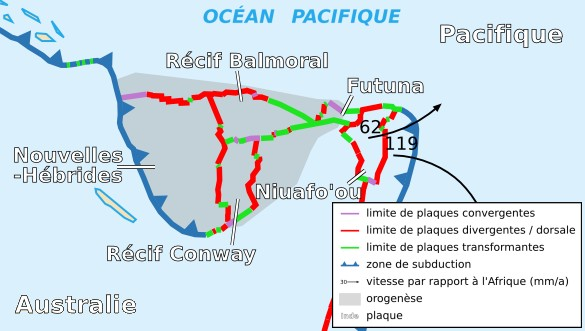
Karte der Balmoral-Riff-Platte (als „Récif Balmoral“) und ihrer Nachbarplatten (auf Französisch)

Die Balmoral-Riff-Platte ist eine kleine tektonische Platte (Mikroplatte) im Südpazifik nördlich von Fidschi.
Im Uhrzeigersinn von Norden aus grenzt sie an die Pazifische Platte, die Australische Platte, die Conway-Riff-Platte und die Neue-Hebriden-Platte. Die nördliche und westliche Grenze bilden divergente Plattengrenzen, während die übrigen Grenzen transformierte und konvergierende Grenzen sind. Die ozeanische Kruste der Balmoral-Riff-Platte ist weniger als 12 Millionen Jahre alt und breitet sich zwischen der Neuen-Hebriden- und der Tonga-Subduktion aus. Die Platte bildet den zentralwestlichen Teil des Meeresbodens des Nord-Fidschi-Beckens. Die Fläche der Platte beträgt 0,00481 Steradiant.
Die Bewegungsvektoren der Platte, wie sie heute anerkannt sind, wurden erstmals 2003 von Bird vorgeschlagen. Ihre Grenzen und der Drehimpuls wurden 2011 und 2018 weiter definiert, wobei die Verformung der tektonischen Platte und die Verformungsgeschwindigkeit verfeinert wurden. Die Balmoral-Riff-Platte könnte jedoch weniger starr sein, als in solchen Modellen angenommen, da sie von aktiven Deformationszonen dominiert wird. Die Region ist komplex und könnte durchaus mehrere andere Mikroplatten oder -blöcke enthalten. Im Westen befindet sich ihr Tripelpunkt mit der Pazifischen Platte und der Australischen Platte recht nahe am westlichen Tripelpunkt der Futuna-Platte.